# Higroscopicitate
O substanță se numește higroscopică dacă are proprietatea de a absorbi sau adsorbi umezeala din aer. Printre aceste substanțe se numără sarea, mierea, glicerina, etanolul, metanolul, acidul sulfuric concentrat și hidroxidul de sodiu solid. Absorbția umezelii este în general urmată de dilatarea sau comprimarea materialului.
Pentru a preîntîmpina degradarea unele din aceste substanțe trebuie păstrate în recipiente închise ermetic. În cazul lemnului, care este și el un material higroscopic, umezeala absorbită poate duce la putrezire; anumite varietăți de lemn pot sa putrezească dacă sunt ținute timp foarte îndelungat într-o atmosferă cu umiditate relativă de peste 80%. Astfel, anumite soiuri de lemn folosit în construcții trebuie protejate prin tratare, lăcuire etc.

## Efecte și utilizare
Una dintre utilizările caracterului higroscopic este în conservarea alimentelor, medicamentelor și a altor substanțe care pot fi afectate de umezeală. În același recipient sau ambalaj cu materialul ce trebuie protejat împotriva umezelii se introduce o cantitate mică de substanță puternic higroscopică, astfel încît umezeala să fie absorbită preponderent de către aceasta. Materialele higroscopice folosite în acest scop se numesc desicanți; exemple de desicanți sînt oxidul de calciu și silica gelul (gelul de silice).
Prin absorbția umezelii unele substanțe se dilată iar altele (mai puțin numeroase) se comprimă. De exemplu lemnul este un material higroscopic care se dilată; încă din antichitate această proprietate a fost folosită la spargerea blocurilor de piatră: dacă se înfige o pană de lemn uscat într-o crăpătură a blocului de piatră și se toarnă apă peste lemn acesta se dilată și duce la creșterea fisurii. Fenomenul se mai poate observa la cărțile cu coperte de hîrtie lăcuite (numai pe o parte, spre exterior) cu o peliculă subțire de material plastic; acest material nu este higroscopic, deci nu-și modifică dimensiunile în funcție de umezeală, în timp ce hîrtia își mărește volumul și, implicit, suprafața. Ca urmare coperta se curbează spre exterior. (Un fenomen similar se petrece la materialele bimetalice supuse variațiilor de temperatură.) Aceeași proprietate de variație a dimensiunii sub influența umezelii este folosită în unele higrometre (aparate de măsură pentru umiditatea atmosferei), unde un fir de păr de om sau de animal este folosit ca senzor de umiditate.

## Delicvescență
Unele substanțe, precum clorura de calciu, sînt atît de higroscopice încît în cele din urmă se dizolvă în apa pe care o absoarb; această proprietate se numește delicvescență. Substanțe similare sînt cafeaua instant, clorura de magneziu, clorura de zinc, hidroxidul de sodiu solid etc.